# غنج أباد (الريف الشرقي)
غنج أباد (بالفارسية: گنج‌آباد) هي منطقة سكنية تقع في إيران في قسم الريف الشرقي الريفي. يقدر عدد سكانها بـ 174 نسمة .